# Europol
A Agência da União Europeia para a Cooperação Policial, também conhecida como Europol, é a agência da força de aplicação da lei da União Europeia (UE) formada em 1998 para lidar com a inteligência criminal e combater o grave crime organizado internacional e o terrorismo através da cooperação entre as autoridades competentes dos estados-membros da UE. A Agência não tem poderes executivos e os seus funcionários não têm o direito de prender suspeitos ou agir sem a aprovação prévia das autoridades competentes dos estados-membros. Sediada em Haia, nos Países Baixos, era composta por 1.065 funcionários em 2016.
No caso da Dinamarca, apesar de ser membro da UE, não é membro da Europol porque possui derrogações (opt-out) nas legislações do Espaço de liberdade, segurança e justiça (ELSJ) e da Política Comum de Segurança e Defesa (PCSD), pelo que as relações entre a Europol e a Dinamarca dependem do Acordo sobre a Cooperação Operacional e Estratégica.

Emblema da Europol.

## Tarefas e atividades
A Europol é mandatada pela União Europeia (UE) para ajudar os estados-membros da UE na luta contra os crimes internacionais, como o tráfico de drogas ilícitas, o branqueamento de capitais, a introdução de imigrantes ilegais e irregulares na UE, a fraude documental, o tráfico de seres humanos, o contrabando das fronteiras externas da UE, a fraude organizada, os crimes contra a propriedade intelectual, os crimes cibernéticos, a contrafação do Euro e o terrorismo, servindo como centro para cooperação das forças de aplicação da lei, perícia e inteligência criminal. A Europol e os seus funcionários não têm poderes executivos — e, portanto, não têm o poder de prender e não podem realizar investigações criminais sem a aprovação das autoridades nacionais.
A Europol informou que se iria concentrar no combate ao cibercrime, ao crime organizado e ao terrorismo, bem como no desenvolvimento das suas capacidades de tecnologia da informação durante o ciclo estratégico de 2016–2020. A Europol também afirmou que o ciclo estratégico anterior de 2010–2014 lançou as bases de fundação da Agência como o centro europeu de informações criminais. A Avaliação da Ameaça da Criminalidade Organizada e Grave da UE (SOCTA) de 2017 identificou oito áreas prioritárias de criminalidade: cibercrime; produção, tráfico e distribuição de drogas ilícitas; contrabando das fronteiras externas; introdução de imigrantes ilegais e irregulares na UE; crime organizado contra a propriedade; tráfico de seres humanos; crimes financeiros e lavagem de dinheiro; fraude documental; e comércio online de bens e serviços ilícitos.
Além disso, as atividades da Agência incluem em detalhe a análise e a troca de informações, tal como a inteligência criminal; coordenação da ação investigativa e operacional, bem como de equipas conjuntas de investigação; elaboração de avaliações das ameaças, análises estratégicas e operacionais e relatórios da situação criminal geral; e desenvolver conhecimentos especializados na prevenção do crime e em métodos forenses. A Europol coordena e apoia outros organismos da UE estabelecidos no Espaço de liberdade, segurança e justiça, tais como a Agência da União Europeia para a Formação Policial (CEPOL), o Organismo Europeu de Luta Antifraude (OLAF) e as missões de gestão de crises da UE. A Agência também está orientada para ajudar o Conselho Europeu e a Comissão Europeia no desenvolvimento das prioridades estratégicas e operacionais.

### Publicações

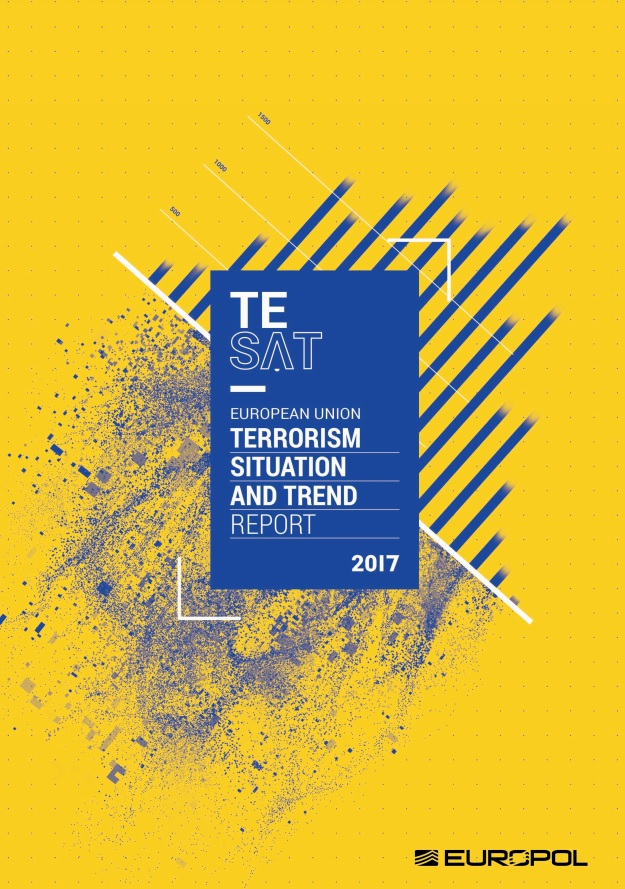
Capa do Relatório Anual sobre a Situação e Tendências do Terrorismo (TE-SAT) 2017.

A Europol publica o Relatório Anual sobre a Situação e Tendências do Terrorismo (TE-SAT) desde 2007. Este relatório apresenta uma panorâmica do terrorismo na UE no ano anterior. Inclui estatísticas sobre ataques terroristas frustrados, fracassados e concluídos, prisões e o número de mortes e ferimentos causados pelo terrorismo nos estados-membros.

### Centro Europeu de Crimes Financeiros e Económicos
Em 4 de maio de 2020, a Europol lançou o novo Centro Europeu da Criminalidade Financeira e Económica (EFECC). O Centro visa reforçar o apoio operacional prestado aos estados-membros da UE e aos organismos da UE nos domínios da criminalidade financeira e económica e promover a utilização sistemática das investigações financeiras.
O EFECC foi criado dentro da atual estrutura organizacional da Europol, que já desempenha um papel importante na resposta europeia à criminalidade financeira e económica e conta com peritos e analistas internacionais.

## Organização
No exercício de 2017, o orçamento da Agência foi de aproximadamente 116,4 milhões de euros. Em dezembro de 2016, a Europol contava com 1065 funcionários, dos quais 32,3% eram mulheres e 67,7% homens, incluindo contratos de trabalho com a Europol, agentes de ligação dos estados-membros, estados terceiros e organizações terceiras, peritos nacionais destacados, estagiários e contratadores, sendo que 201 funcionários eram oficiais de ligação e cerca de 100 eram analistas. Para além do Conselho de Administração e dos Gabinetes de Ligação, a Europol está organizada em três departamentos diferentes sob a tutela do Diretor Executivo:
- Operações (O) Departamento
  - O1 Receção
  - O2 Centro Europeu de Crime Organizado e Grave (ESOCC)
  - O3 Centro Europeu de Crimes Cibernéticos (EC)
  - O4 Centro Europeu de Contra-Terrorismo (ECTC)
  - O5 Serviços Operacionais Horizontais (HOS)
- Governação (G) Departamento
  - G1 Gabinete de Assuntos Corporativos (CAB)
  - G2 Serviços Corporativos
  - G3 Aquisição
  - G5 Segurança
- Capacidades (C) Departamento
  - C1 ICT
  - C5 Administração

## Governação, responsabilidade e relacionamentos
A Direção da Europol, liderança quotidiana da Agência, é nomeada pelo Conselho de Justiça e Assuntos Internos da UE (JAI) para mandatos de quatro anos. A Agência é responsável e controlada pelo Conselho Justiça e Assuntos Internos. Juntamente com o Parlamento Europeu, o Conselho aprova o orçamento da Europol e os regulamentos relacionados com o seu trabalho. O Conselho envia um relatório especial anual ao Parlamento Europeu sobre o trabalho da Agência — e o Parlamento também exonera a Europol da sua responsabilidade pela gestão de um orçamento fixo. Antes de 2009, a Agência era um organismo internacional e, portanto, o Parlamento Europeu não tinha poderes efetivos de controle sobre ela. De 2009 a 2017, o Parlamento Europeu foi o único órgão com controlo parlamentar sob a Europol. O Grupo Parlamentar Conjunto de Escrutínio (JPSG) foi criado na Conferência de Oradores da UE em Bratislava a 23 e 25 de abril de 2017 para permitir que o Parlamento Europeu e os parlamentos nacionais da UE exerçam controlo sobre a Europol.
O Conselho de Administração da Europol é composto por representantes de todos os estados-membros e da Comissão Europeia, cada um com um voto. As decisões do Conselho exigem uma maioria absoluta e reúne-se pelo menos duas vezes por ano sobre as atividades atuais e futuras da Europol, bem como sobre a adoção do orçamento, material de programação da atividade e relatórios anuais gerais. O conselho encaminha as suas decisões para o Conselho de Justiça e Assuntos Internos para análise. As funções do Conselho de Administração incluem proteção de dados, auditoria interna e contabilidade.
A supervisão financeira externa da Agência é realizada pelo Tribunal de Contas Europeu (TCE); por exemplo, o TCE avaliou a Europol em 2017 em programas anti-radicalização. O controlo interno é realizado pelo Serviço de Auditoria Interna da Comissão Europeia, bem como pela Função de Auditoria Interna nomeada pelo Conselho de Administração da Europol. O Provedor de Justiça Europeu tem a tarefa de investigar queixas contra instituições e organismos da UE, incluindo a Europol, bem como ajudar a criar uma administração mais transparente, eficaz, responsável e ética. A partir de 1 de maio de 2017, a Autoridade Europeia para a Proteção de Dados (EDPS) passou a ser responsável pela supervisão das medidas de proteção de dados da Agência.
O Diretor da Europol pode celebrar acordos para a Europol com outros países e organizações internacionais. A partir de setembro de 2017, a Europol coopera operacionalmente com a Albânia, Austrália, Bósnia e Herzegovina, Canadá, Colômbia, Geórgia, Islândia, Liechtenstein, Moldávia, Mónaco, Montenegro, Macedónia do Norte, Noruega, Sérvia, Suíça, Ucrânia, Estados Unidos da América e com a Interpol. Da mesma forma, a Agência tem acordos estratégicos com Brasil, China, Rússia, Turquia, Emirados Árabes Unidos, Gabinete das Nações Unidas contra a Droga e o Crime (UNODC) e Organização Mundial das Alfândegas (OMA).